# Backstage (Bühne)

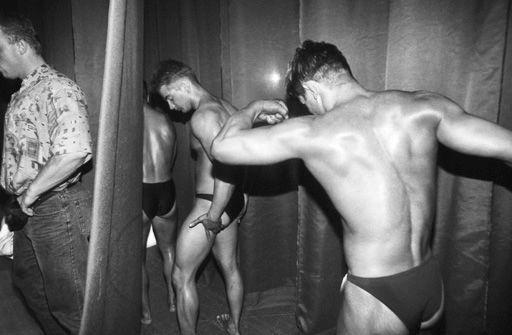
Athleten kurz vor Ihrem Auftritt bei einer Bodybuildingmeisterschaft hinter dem Bühnenvorhang im Backstage-Bereich der Germeringer Stadthalle

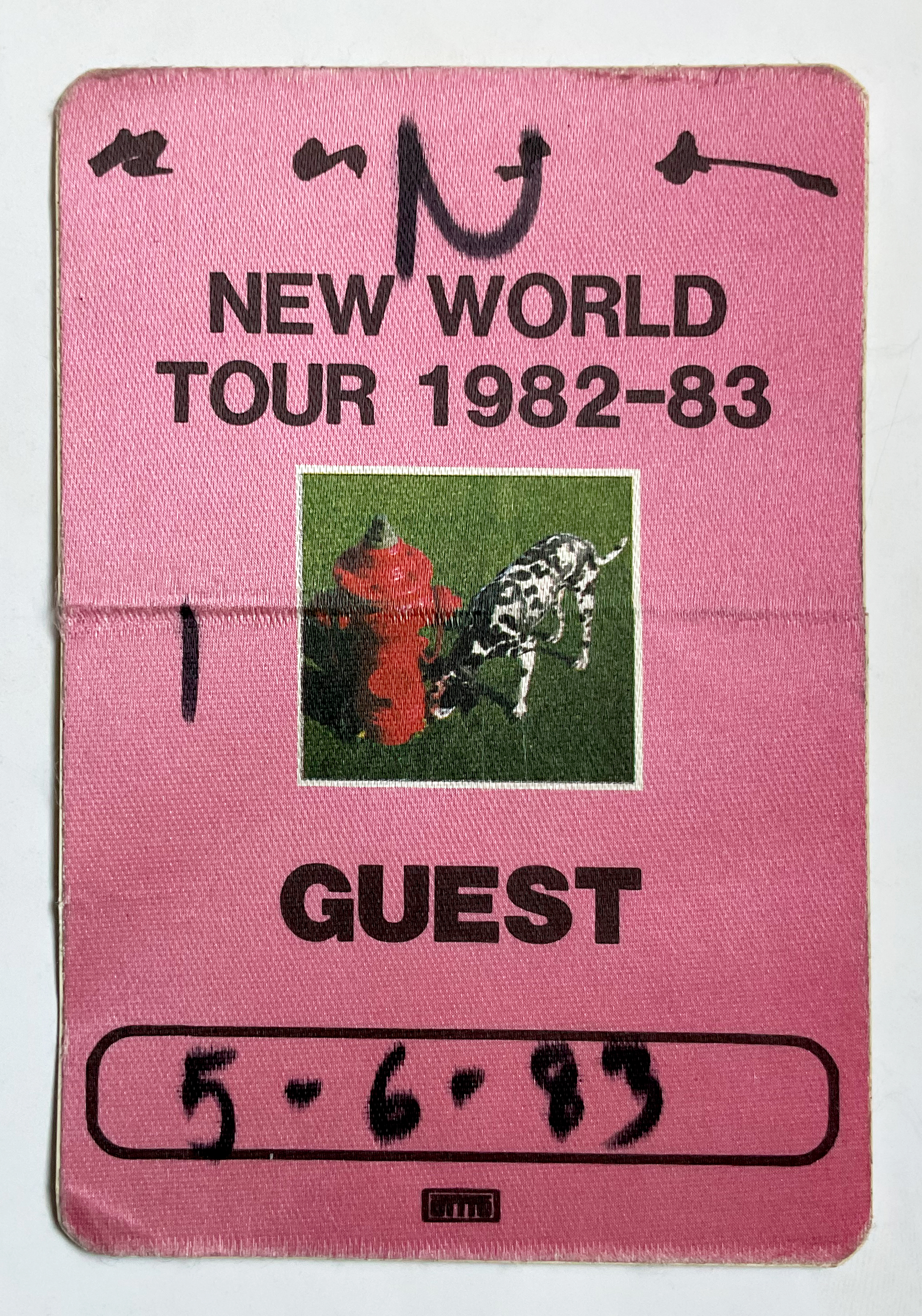
Backstagepass der kanadischen Band Rush

Backstage (englisch ‚hinter der Bühne‘; auch: ‚Back of House‘, abgekürzt BoH bzw. BOH) ist eine Bezeichnung für den Betriebsbereich einer Bühne, der für das Publikum nicht sichtbar und normalerweise nicht zugänglich ist, im Gegensatz zu Front of House. Oft werden der Hauptvorhang oder das Proszenium als Grenze zwischen den Bereichen genannt. 
Im Deutschen gibt es für Backstage den Ausdruck „hinter den Kulissen“. 
Zu Backstage gehört zwar alles außerhalb des Bühnenbereichs, beispielsweise die gesamte Bühnenmaschinerie, aber Fans von Künstlern oder Künstlerinnen meinen meistens deren Aufenthaltsbereich, wie etwa die Künstlergarderoben, sowie jegliche Betreuung und Vorbereitung, die hinter der Bühne stattfindet – sei es während der Proben oder sogar während einer Aufführung.
Wegen der Unterscheidung zwischen „öffentlich zugänglichem“ und „privatem“ Raum erscheint der „Blick hinter die Kulissen“ besonders interessant, weil der nichtöffentliche Bereich authentischer wirkt: als „Wirklichkeit“ im Unterschied zu „theatralischem Schein“. Viele Bühnenbetriebe und Filmstudios bieten daher Backstage-Führungen an; für manche Events gibt es „Backstagepässe“, sei es gegen Aufzahlung oder für anders privilegierte Besucher.

## Weitere Bedeutungen
Backstage ist zudem die Bezeichnung für ein populäres Genre in Theater und Film, bei dem Bühnenproduktionen zum Thema gemacht werden und ein Teil der Handlung hinter den Kulissen spielt. Es gibt Backstage-Schauspiele wie Noises off! (1982) von Michael Frayn, Backstage-Musicals wie A Chorus Line (1975) und Backstage-Filme wie Die 42. Straße (1933).
Der Soziologe Erving Goffman hat die Unterscheidung von Front und Backstage auch auf das alltägliche Verhalten übertragen (The Presentation of Self in Everyday Life, 1959): Aus der Rolle fallen demnach solche Menschen, die sich nicht beobachtet fühlen.